# 자네 정말 개를 사랑하는 구먼…
"자네 정말 개를 사랑하는 구먼…"(Raging Dog)은 대한민국에서 제작된 김인배 감독의 2009년 영화이다. 원풍연 등이 주연으로 출연하였다.

## 출연

### 주연
- 원풍연
- 김춘기
- 이재환
- 정서연
- 이영기

## 기타
- 조명: 윤부희